# Westbere
Westbere is een civil parish in het bestuurlijke gebied City of Canterbury, in het Engelse graafschap Kent.